# Атырауские памятники
Атырауские памятники — археологические памятники в Казахстане, на северном побережье Каспийского моря. В 1989 году исследованы Западно-Казахстанской археологической экспедицией (руководитель З. Самашев). Найдены орудия труда, изготовленные из кремния, кварцита, халцедона, яшмы, эпохи мезолита (11—7-м тыс. до н. э.). У аулов Тайсоган, Азгыр, Канишкен, Исатай и в долинах рек Махамбет, Кулагин, Бекбике, Макаш, Сагыз, Жем обнаружено множество предметов из камня, кости, дерева, рогов, ракушечника, глины. В нижнем течении реки Сагыз, в урочище Аккум открыто несколько поселений эпохи неолита (4—3 тыс. до н. э.). Находки — каменный топор, следы очагов и другое свидетельствуют о занятиях древних жителей охотой, рыболовством и собирательством плодов. Могильники в песках Азгыр вблизи рудников Сарыкамыс имеют традиции захоронения сарматской культуры. Много памятников периода Золотой Орды — остатки городов 13—14 вв., караван-сараев, крепостей-укреплений, колодцев, систем орошения, могильников. На месте городищ Сарайчик, Тендик (Актобе), Кайнар, Ушкан ведутся археологические раскопки.